# Lluís Gonzaga Pons i Enrich
Lluís Gonzaga Pons i Enrich   (Manresa, 2 de febrer de 1844 - Barcelona, 1921) fou un empresari i polític català.

## Biografia
Fill de l'empresari manresà Josep Pons i Enrich (1811-1893) i de Raimunda Enrich i Brunet, ambdós provinents de famílies d'emprenedors relacionats amb el tèxtil. Lluís G. Pons demostrà els seus dots d'emprenedor des de ben jove, i ja amb 22 anys s'implicà definitivament al món de l'empresa, quan el seu pare, Josep, va crear la societat Josep Pons i Fills el 1844, juntament amb els seus dos fills, Ignasi Pons i Enrich (1833-1896) i Lluís G. Pons i Enrich. A la mort del pare (1893), l'empresa va passar a anomenar-se Pons Germans, i tan sols tres anys més tard, havent mort el germà, Lluís G. Pons quedà al capdavant de l'empresa familiar i en fou l'únic responsable fins a la majoria d'edat dels seus nebots. El 1909 es creà la societat Luis G. Pons i Nebots.
Els Pons van protagonitzar nombroses iniciatives empresarials i financeres, però la més destacada fou la creació de la colònia industrial de Cal Pons a Puig-reig (1875).
El 18 de setembre de 1876 va casar-se amb Anna Llúcia Roca i Pons (13 de desembre de 1821 - 19 de gener de 1920), cosina germana seva, per la qual cosa van haver de sol·licitar dispensa papal i apostòlica. Dins l'ambient dels treballadors dels Pons era coneguda com a donya Anita. El matrimoni va tenir una filla, Mercè, que va morir molt aviat. Després d'aquest trist esdeveniment, el matrimoni Pons Roca es va afillar La seva neboda, Pilar Seva i Roca, filla de Pilar Roca, germana gran d'Anita.
La família Pons es troba entre els fundadors de dues entitats financeres. D'una banda, la Caixa d'Estalvis de Manresa, fundada el 1865 per Manuel Oms i de Prat; i d'altra banda del Banc de Tortosa, promogut el 1881 per Manuel Porcar i Tió, i que va intervenir directament en la transformació de la ciutat finançant la instal·lació de l'enllumenat, la construcció de l'eixample, l'estació de mercaderies o el pantà d'Ulldecona. Els Pons també foren un dels promotors del ferrocarril de Manresa a Berga. Tot i que totes tres iniciatives van formar-se en vida del pare, a la mort d'aquest Lluís G. en fou sense dubte un influent membre dels consells d'administració.
Els seus negocis a la comarca del Montsià i Baix Ebre s'iniciaren al voltant de la producció arrossera. Ja el 1871, i amb el pare Josep Pons comandant l'empresa, van construir, en societat amb Baulenas, una fàbrica de moldre blat i espellofar arròs a Tortosa (la primera a tot l'estat), on tenien a més diverses propietats. Lluís G. i la seva esposa van comprar l'illa de Buda, a la desembocadura de l'Ebre, que fou de la seva propietat entre 1896 i 1919, des d'on van desenvolupar una intensa activitat com a empresaris agrícoles productors d'arròs. Hi tenien una casa espaiosa però austera, amb capella pròpia, que utilitzaven com a residència quan visitaven l'illa, i on organitzaven visites amb convidats de luxe als quals mostraven les seves propietats.
També fou l'armador del vapor fluvial Anita, una embarcació amb capacitat per a 300 passatgers. L'acte de l'avarament, apadrinat per Anna Roca, de qui rebria el nom, fou un gran esdeveniment on van assistir el bisbe de la Seu d'Urgell, Joan Belloch, i diverses autoritats de Barcelona i Tortosa.
Com a polític pertanyent al partit liberal, fou diputat a Corts pel districte de Berga el 1901 i el 1905, i fou nomenat senador pel mateix partit el 1910.
Fou un clar exponent del paternalisme i promotor d'obres de beneficència: va endegar l'Hospital de Sant Josep a Manresa, i va ser impulsor i mecenes de l'Hospital de Sant Josep a Puig-reig. A més, li agradava presentar-se com a benefactor dels pobres regalant cada any saques d'arròs de les seves propietats arrosseres del delta a entitats de beneficència.
La rellevància dels Pons i la bona relació amb la monarquia es manifesten amb la visita reial que Alfons XIII va fer al Berguedà el 1908, durant la qual el rei va sojornar a la Torre nova dels Pons, a Puig-reig, on es va oferir un banquet per a 140 convidats, i anys més tard amb la visita de la Infanta Isabel de Borbó el 1916.
A la seva mort deixà disposicions testamentàries que facilitessin el manteniment de la Colònia, la creació d'escoles i un lloc de culte religiós. El matrimoni Pons-Roca, Lluís Gonzaga, i la senyora Anita estan sepultats a la cripta de l'església de Sant Josep de la colònia Pons, un espai que van fer construir expressament com a panteó de la família.